# Densidad del aire
La densidad del aire o densidad atmosférica, denominada ρ, es la masa por unidad de volumen de la atmósfera terrestre. La densidad del aire, como la presión del aire, disminuye al aumentar la altitud. También cambia con la variación de la presión atmosférica, la temperatura y la humedad. A 101,325 kPa (abs) y 20 °C (68 °F), el aire tiene una densidad de aproximadamente 1,204 kg/m3 (0,0752 lb/cu ft), según la Atmósfera estándar internacional (ISA). A 101,325 kPa (abs) y 15 °C (59 °F), el aire tiene una densidad de aproximadamente 1,225 kg/m3(0,0765 lb/cu ft), que es aproximadamente 1⁄800 la del agua, según la Atmósfera Estándar Internacional (ISA). El agua líquida pura tiene 1000 kg/m3 (62 libras/pies cúbicos).
La densidad del aire es una propiedad utilizada en muchas ramas de la ciencia, la ingeniería y la industria, incluida la aeronáutica; análisis gravimétrico; la industria del aire acondicionado; investigación atmosférica y meteorología; ingeniería agrícola (modelado y seguimiento de modelos de Transferencia de Suelo-Vegetación-Atmósfera (SVAT)); y la comunidad de ingenieros que se ocupa del aire comprimido.
Dependiendo de los instrumentos de medición utilizados, se pueden aplicar diferentes conjuntos de ecuaciones para el cálculo de la densidad del aire. El aire es una mezcla de gases y los cálculos siempre simplifican, en mayor o menor medida, las propiedades de la mezcla.

## Temperatura
En igualdad de condiciones, el aire más caliente es menos denso que el aire más frío y, por lo tanto, ascenderá a través del aire más frío. Esto se puede ver usando la ley de los gases ideales como una aproximación.

## Aire seco
La densidad del aire seco se puede calcular utilizando la ley de los gases ideales, expresada en función de la temperatura y la presión:
{\displaystyle {\begin{aligned}\rho &={\frac {p}{R_{\text{specifico}}T}}\\R_{\text{specifico}}&={\frac {R}{M}}={\frac {k_{\rm {B}}}{m}}\\\rho &={\frac {pM}{RT}}={\frac {pm}{k_{\rm {B}}T}}\\\end{aligned}}}
donde:
{\displaystyle \rho }, densidad del aire (kg/m3)
{\displaystyle p}, presión absoluta (Pa)
{\displaystyle T}, temperatura absoluta (K)
{\displaystyle R} es la constante de los gases, 8,31446261815324 en J⋅K−1⋅mol−1 
{\displaystyle M} es la masa molar del aire seco, aproximadamente 0,0289652 en kg⋅mol−1.
{\displaystyle k_{\rm {B}}} es la constante de Boltzmann, 1,380649 e=-23 en J⋅K−1
{\displaystyle m} es la masa molecular del aire seco, aproximadamente 4,81 e=-26 in kg.
{\displaystyle R_{\text{specifico}}}, la constante de gas específica para el aire seco, que utilizando los valores presentados anteriormente sería aproximadamente 287,0500676 in J⋅kg−1⋅K−1.
Por lo tanto:
- con las condiciones normalizadas de presión y temperatura de la IUPAC (0 °C and 100 kPa), el aire seco tiene una densidad de aproximadamente 1,2754 kg/m3.
- A 20 °C y 101,325 kPa, el aire seco tiene una densidad de 1,2041 kg/m3.
- A 70 °F y 14,696 psi, el aire seco tiene una densidad de  0,074887 lb/ft3.

## Aire húmedo

Efecto de la temperatura y la humedad relativa en la densidad del aire.

La adición de vapor de agua al aire (haciendo que el aire se humedezca) reduce la densidad del aire, lo que al principio puede parecer contradictorio. Esto ocurre porque la masa molar del vapor de agua (18 g/mol) es menor que la masa molar del aire seco (alrededor de 29 g/mol). Para cualquier gas ideal, a una temperatura y presión dadas, el número de moléculas es constante para un volumen particular (ver Ley de Avogadro). Entonces, cuando se agregan moléculas de agua (vapor de agua) a un volumen dado de aire, las moléculas de aire seco deben disminuir en el mismo número, para evitar que aumente la presión o la temperatura. Por lo tanto, la masa por unidad de volumen del gas (su densidad) disminuye.
La densidad del aire húmedo se puede calcular tratándolo como una mezcla de gas ideal. En este caso, la presión parcial del vapor de agua se conoce como presión de vapor. Con este método, el error en el cálculo de la densidad es inferior al 0,2 % en el rango de -10 °C a 50 °C. La densidad del aire húmedo se encuentra por:
{\displaystyle \rho _{\text{aire húmedo}}={\frac {p_{\text{d}}}{R_{\text{d}}T}}+{\frac {p_{\text{v}}}{R_{\text{v}}T}}={\frac {p_{\text{d}}M_{\text{d}}+p_{\text{v}}M_{\text{v}}}{RT}}}  
Donde:
{\displaystyle \rho _{\text{aire húmedo}}}, densidad del aire húmedo (kg/m3)
{\displaystyle p_{\text{d}}}, presión parcial de aire seco (Pa)
{\displaystyle R_{\text{d}}}, constante de gas específica para aire seco, 287,058 J/(kg·K)
{\displaystyle T}, temperatura (K)
{\displaystyle p_{\text{v}}}, presión de vapor de agua (Pa)
{\displaystyle R_{\text{v}}}, constante de gas específica para vapor de agua, 461,495 J/(kg·K)
{\displaystyle M_{\text{d}}}, masa molar de aire seco, 0,0289652 kg/mol
{\displaystyle M_{\text{v}}}, masa molar de vapor de agua, 0,018016 kg/mol
{\displaystyle R}, Constante de los gases ideales, 8,31446 J/(K·mol)
La presión de vapor del agua se puede calcular a partir de la saturación de la presión de vapor y la humedad relativa. Se encuentra por:
{\displaystyle p_{\text{v}}=\phi p_{\text{sat}}}
donde:
{\displaystyle p_{\text{v}}}, presión de vapor de agua
{\displaystyle \phi }, humedad relativa (0,0–1,0)
{\displaystyle p_{\text{sat}}}, presión de vapor de saturación
La presión de vapor de saturación del agua a cualquier temperatura dada es la presión de vapor cuando la humedad relativa es del 100 %. Una fórmula es la ecuación de Tetens utilizada para encontrar la presión de vapor de saturación es:
{\displaystyle p_{\text{sat}}=6,1078\times 10^{\frac {7,5T}{T+237,3}}}
donde:
{\displaystyle p_{\text{sat}}}, presión de vapor de saturación (hPa)
{\displaystyle T}, temperatura (°C)
Consulte la presión de vapor del agua para conocer otras ecuaciones.
La presión parcial del aire seco {\displaystyle p_{\text{d}}} se encuentra considerando la presión parcial, resultando en:
{\displaystyle p_{\text{d}}=p-p_{\text{v}}}
Donde {\displaystyle p} simplemente denota la presión absoluta observada.

## Variación con la altitud

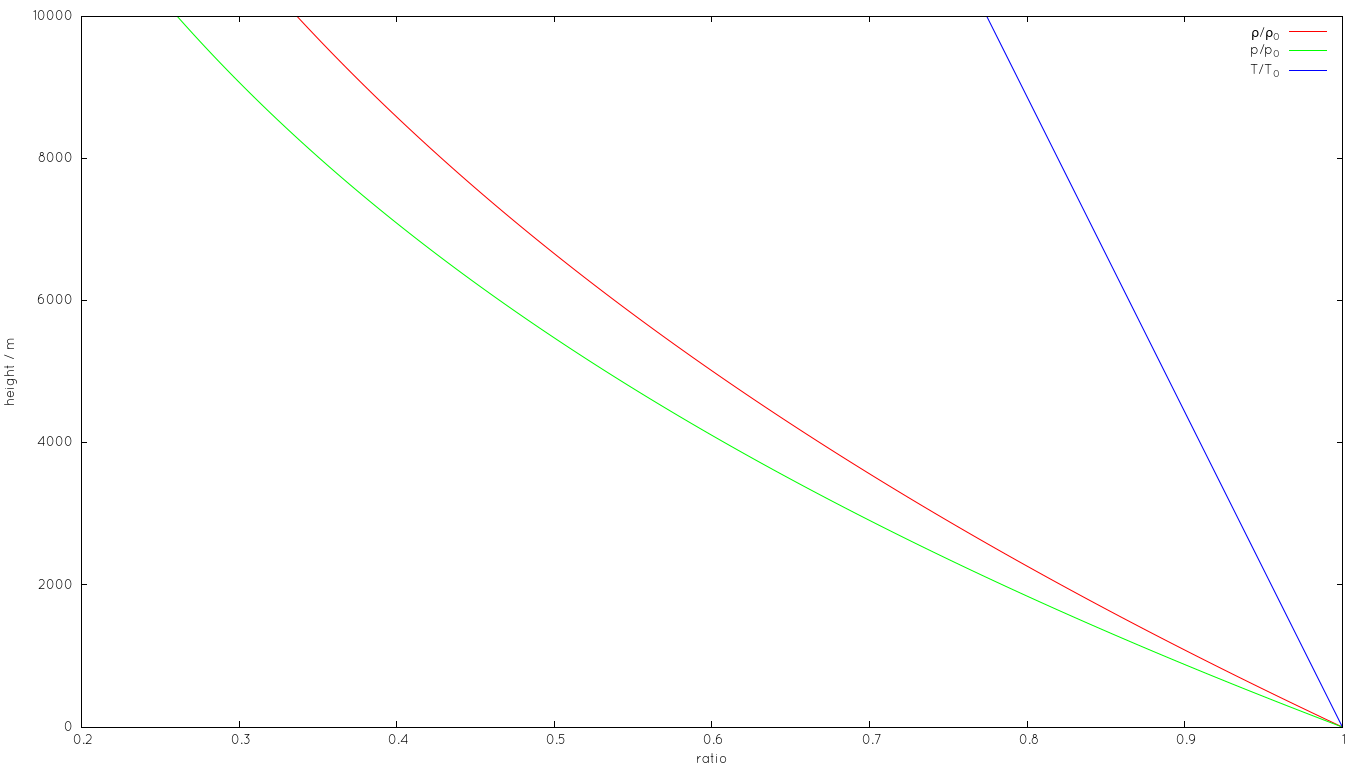
Atmósfera estándar: p_{0} = 101,325 kPa, T_{0} = 288,15 K, ρ_{0} = 1,225 kg/m^{3}

### Troposfera
Para calcular la densidad del aire en función de la altitud, se requieren parámetros adicionales. Para la troposfera, la parte más baja (~10 km) de la atmósfera, se enumeran a continuación, junto con sus valores según la Atmósfera Estándar Internacional, utilizando para el cálculo la constante de los gases ideales en lugar de la constante específica del aire:
{\displaystyle p_{0}}, presión atmosférica estándar a nivel del mar, 101 325 Pa
{\displaystyle T_{0}}, temperatura estándar a nivel del mar, 288,15 K
{\displaystyle g}, aceleración gravitacional de la superficie terrestre, 9,806 65 m/s2
{\displaystyle L}, tasa de variación de temperatura, 0,0065 K/m
{\displaystyle R}, constante de gas ideal (universal), 8,31446 J/(mol·K)
{\displaystyle M}, masa molar de aire seco, 0,0289652 kg/mol
Temperatura en altitud {\displaystyle h} metros sobre el nivel del mar se aproxima mediante la siguiente fórmula (solo válida dentro de la troposfera, no más de ~18 km sobre la superficie de la Tierra (y menos lejos del ecuador)):
{\displaystyle T=T_{0}-Lh}
La presión en la altura {\displaystyle h} es dado por:
{\displaystyle p=p_{0}\left(1-{\frac {Lh}{T_{0}}}\right)^{\frac {gM}{RL}}}
La densidad se puede calcular de acuerdo con una forma molar de la ley de los gases ideales:
{\displaystyle \rho ={\frac {pM}{RT}}={\frac {pM}{RT_{0}\left(1-{\frac {Lh}{T_{0}}}\right)}}={\frac {p_{0}M}{RT_{0}}}\left(1-{\frac {Lh}{T_{0}}}\right)^{{\frac {gM}{RL}}-1}}
donde:
{\displaystyle M}, masa molar
{\displaystyle R}, constante de los gases ideales
{\displaystyle T}, temperatura absoluta
{\displaystyle p}, presión absoluta
Tenga en cuenta que la densidad cerca del suelo es {\textstyle \rho _{0}={\frac {p_{0}M}{RT_{0}}}}
Se puede verificar fácilmente que la ecuación hidrostática se cumple:
{\displaystyle {\frac {dp}{dh}}=-g\rho .}

#### Aproximación exponencial
Como la temperatura varía con la altura dentro de la troposfera en menos del 25 %, {\textstyle {\frac {Lh}{T_{0}}}<0.25} y se puede aproximar:
{\displaystyle \rho =\rho _{0}e^{\left({\frac {gM}{RL}}-1\right)\ln \left(1-{\frac {Lh}{T_{0}}}\right)}\approx \rho _{0}e^{-\left({\frac {gM}{RL}}-1\right){\frac {Lh}{T_{0}}}}=\rho _{0}e^{-\left({\frac {gMh}{RT_{0}}}-{\frac {Lh}{T_{0}}}\right)}}
Por lo tanto:
{\displaystyle \rho \approx \rho _{0}e^{-h/H_{n}}}
Lo cual es idéntico a la solución isotérmica, excepto que Hn, a escala de altura de la caída exponencial para la densidad (así como para la densidad numérica n), no es igual a RT0/gM como se esperaría para una atmósfera isotérmica, pero bastante:
{\displaystyle {\frac {1}{H_{n}}}={\frac {gM}{RT_{0}}}-{\frac {L}{T_{0}}}}
Lo que da Hn = 10,4 km.
Tenga en cuenta que para diferentes gases, el valor de Hn difiere, según la masa molar M: es 10,9 para nitrógeno, 9,2 para oxígeno y 6,3 para dióxido de carbono. El valor teórico para el vapor de agua es 19,6, pero debido a la condensación del vapor, la dependencia de la densidad del vapor de agua es muy variable y esta fórmula no la aproxima bien.
La presión se puede aproximar por otro exponente:
{\displaystyle p=p_{0}e^{\left({\frac {gM}{RL}}\right)\ln \left(1-{\frac {Lh}{T_{0}}}\right)}\approx p_{0}e^{-{\frac {gM}{RL}}{\frac {Lh}{T_{0}}}}=p_{0}e^{-{\frac {gMh}{RT_{0}}}}}
Que es idéntica a la solución isotérmica, con la misma escala de altura Hp = RT0/gM. Tenga en cuenta que la ecuación hidrostática ya no se cumple para la aproximación exponencial (a menos que se desprecie L).
Hp es 8,4 km, pero para diferentes gases (midiendo su presión parcial), es nuevamente diferente y depende de la masa molar, dando 8,7 para nitrógeno, 7,6 para oxígeno y 5,6 para dióxido de carbono.

#### Contenido total
Además, tenga en cuenta que dado que g, la intensidad del campo gravitatorio de la Tierra, es aproximadamente constante con la altitud en la atmósfera, la presión en la altura h es proporcional a la integral de la densidad en la columna por encima de h y, por lo tanto, a la masa en la atmósfera por encima de la altura h. Por lo tanto, la fracción de masa de la troposfera de toda la atmósfera se da usando la fórmula aproximada para p:
{\displaystyle 1-{\frac {p(h=11{\text{ km}})}{p_{0}}}=1-\left({\frac {T(11{\text{ km}})}{T_{0}}}\right)^{\frac {gM}{RL}}\approx 76\%}
Para el nitrógeno es del 75 %, mientras que para el oxígeno es del 79 % y para el dióxido de carbono del 88 %.

### Tropopausa
Más alta que la troposfera, en la tropopausa, la temperatura es aproximadamente constante con la altitud (hasta ~20  km) y es de 220 K. Esto significa que en esta capa L = 0 y T = 220 K, por lo que la caída exponencial es más rápida, con HTP = 6,3 para aire (6,5 para nitrógeno, 5,7 para oxígeno y 4,2 para dióxido de carbono). Tanto la presión como la densidad obedecen a esta ley, por lo que, denotando la altura del límite entre la troposfera y la tropopausa como U:
{\displaystyle {\begin{aligned}p&=p(U)e^{-{\frac {h-U}{H_{\text{TP}}}}}=p_{0}\left(1-{\frac {LU}{T_{0}}}\right)^{\frac {gM}{RL}}e^{-{\frac {h-U}{H_{\text{TP}}}}}\\\rho &=\rho (U)e^{-{\frac {h-U}{H_{\text{TP}}}}}=\rho _{0}\left(1-{\frac {LU}{T_{0}}}\right)^{{\frac {gM}{RL}}-1}e^{-{\frac {h-U}{H_{\text{TP}}}}}\end{aligned}}}